# Drużynowe Mistrzostwa Polski na Żużlu 2009
Drużynowe Mistrzostwa Polski na Żużlu 2009 – 62. edycja drużynowych mistrzostw Polski, organizowanych przez Polski Związek Motorowy (PZM). W sezonie 2009 rozgrywki podzielono na trzy ligi. W rozgrywkach Ekstraligi, pierwszej i drugiej ligi brało udział po osiem zespołów.
Zwycięzca najwyższej klasy rozgrywkowej (Ekstraligi) został Drużynowym Mistrzem Polski na Żużlu w sezonie 2009. Obrońcą tytułu z poprzedniego sezonu był Unibax Toruń; nowym mistrzem został Falubaz Zielona Góra.

## Ekstraliga
Drużynowym Mistrzem Polski w roku 2009 został Falubaz Zielona Góra. Klub z Grodu Bachusa pokonał w finale obrońcę mistrzowskiego tytułu – toruński Unibax. Pierwszy mecz finałowy, który odbył się w Zielonej Górze z powodu pogody i złego stanu toru przekładano czterokrotnie. Ostatecznie, by mecz doszedł do skutku, wymieniono nawierzchnię na stadionie ekipy Falubazu. Rewanżowy mecz na Motoarenie również z powodu deszczu został zakończony bez rozstrzygnięcia biegów nominowanych.
Trzecie miejsce zajął Włókniarz Częstochowa, który pokonał w bezpośrednim pojedynku zaskoczenie sezonu – Polonię Bydgoszcz. Z ligi spadł gdański LOTOS, który w meczu o 7. miejsce uległ Atlasowi Wrocław. Wrocławianie nie musieli jednak jechać barażu o utrzymanie, gdyż ich przeciwnik SK Lokomotīve Dyneburg oddał oba spotkania walkowerem.

### Faza zasadnicza
| Poz. | Klub                         | Pkt. | Z  | R | P  | Bon | +/− |
| ---- | ---------------------------- | ---- | -- | - | -- | --- | --- |
| 1    | Unibax Toruń                 | 27   | 11 | 0 | 3  | 5   | 39  |
| 2    | Falubaz Zielona Góra         | 22   | 8  | 0 | 5  | 6   | 137 |
| 3    | Cognor Włókniarz Częstochowa | 21   | 8  | 1 | 5  | 4   | –6  |
| 4    | Unia Leszno                  | 19   | 6  | 2 | 5  | 5   | 60  |
| 5    | Caelum Stal Gorzów           | 19   | 8  | 0 | 6  | 3   | –1  |
| 6    | Polonia Bydgoszcz            | 11   | 5  | 1 | 8  |     | –90 |
| 7    | LOTOS Wybrzeże Gdańsk        | 10   | 4  | 0 | 10 | 2   | –74 |
| 8    | Atlas Wrocław                | 9    | 4  | 0 | 10 | 1   | –65 |

| [ 1 ] | BYD   | CZE   | GDA   | GOR   | LES   | TOR   | WRO   | ZIE   |
| ----- | ----- | ----- | ----- | ----- | ----- | ----- | ----- | ----- |
| BYD   | x     | 46:38 | 57:33 | 47:43 | 45:45 | 39:51 | 47:43 | 47:43 |
| CZE   | 50:40 | x     | 53:37 | 43:47 | 45:45 | 50:40 | 52:38 | 50:40 |
| GDA   | 57:33 | 60:30 | x     | 44:46 | 49:41 | 41:49 | 50:40 | 39:51 |
| GOR   | 59:31 | 39:51 | 55:35 | x     | 49:41 | 44:45 | 52:38 | 49:41 |
| LES   | 49:41 | 42:48 | 51:39 | 61:29 | x     | 62:28 | 49:41 | 47:43 |
| TOR   | 56:34 | 53:37 | 54:36 | 50:40 | 48:42 | x     | 54:36 | 52:38 |
| WRO   | 51:39 | 43:45 | 49:41 | 40:50 | 49:41 | 44:46 | x     | 47:43 |
| ZIE   | 54:36 | 59:31 | 58:32 | 63:27 | 46:44 | 67:23 | 52:37 | x     |

### Faza ćwierćfinałowa
|          | Zespół 1.                    |    | Zespół 2.          | 1. runda | 2. runda |
| -------- | ---------------------------- | -- | ------------------ | -------- | -------- |
| Msc. 1-6 | Unibax Toruń                 | vs | Polonia Bydgoszcz  | 45:45    | 48:41    |
| Msc. 1-6 | Falubaz Zielona Góra         | vs | Caelum Stal Gorzów | 46:44    | 47:43    |
| Msc. 1-6 | Cognor Włókniarz Częstochowa | vs | Unia Leszno        | 53:37    | 45:45    |

| Poz. | Klub                         | Pkt. | +/− |
| ---- | ---------------------------- | ---- | --- |
| 1    | Falubaz Zielona Góra         | 4    | +6  |
| 2    | Cognor Włókniarz Częstochowa | 3    | +16 |
| 3    | Unibax Toruń                 | 3    | +7  |
| 4    | Polonia Bydgoszcz            | 1    | –7  |
| 5    | Unia Leszno                  | 1    | –16 |
| 6    | Caelum Stal Gorzów           | 0    | –6  |

### Faza półfinałowa
|          | Zespół 1.             |    | Zespół 2.                    | 1. runda | 2. runda |
| -------- | --------------------- | -- | ---------------------------- | -------- | -------- |
| Msc. 1-4 | Unibax Toruń          | vs | Cognor Włókniarz Częstochowa | 44:46    | 51:39    |
| Msc. 1-4 | Falubaz Zielona Góra  | vs | Polonia Bydgoszcz            | 39:51    | 57:32    |
| Msc. 7-8 | LOTOS Wybrzeże Gdańsk | vs | Atlas Wrocław                | 39:51    | 42:48    |

### Faza finałowa
|                    | Zespół 1.                    |    | Zespół 2.              | 1. runda | 2. runda |
| ------------------ | ---------------------------- | -- | ---------------------- | -------- | -------- |
| Msc. 1-2           | Unibax Toruń                 | vs | Falubaz Zielona Góra   | 42:48    | 38:40    |
| Msc. 3-4           | Cognor Włókniarz Częstochowa | vs | Polonia Bydgoszcz      | 44:46    | 53:37    |
| Baraż o ekstraligę | Atlas Wrocław                | vs | SK Lokomotīve Dyneburg | 40:0     | 40:0     |

### Tabela końcowa
| Poz. | Klub                         |
| ---- | ---------------------------- |
| 1    | Falubaz Zielona Góra         |
| 2    | Unibax Toruń                 |
| 3    | Cognor Włókniarz Częstochowa |
| 4    | Polonia Bydgoszcz            |
| 5    | Unia Leszno                  |
| 6    | Caelum Stal Gorzów           |
| 7    | Atlas Wrocław                |
| 8    | LOTOS Wybrzeże Gdańsk        |

## Pierwsza Liga
Zwycięzcą pierwszej ligi okazała się Unia Tarnów, która automatycznie awansowała do ekstraligi 2010. Drugie miejsce zajął łotewski SK Lokomotīve Dyneburg, który jednak nie przystąpił do spotkań barażowych z Atlasem Wrocław. W efekcie Główna Komisja Sportu Żużlowego przyznała klubowi z Wrocławia cztery punkty meczowe i 80 punktów biegowych, odejmując jednocześnie 80 punktów biegowych Lokomotivowi. Następstwem tego było utrzymanie Atlasa w Ekstralidze. Do drugiej ligi spadł KM Ostrów Wielkopolski, a w barażach o utrzymanie wystąpił GTŻ Grudziądz. Spotkania o 7. miejsce nie obyły się bez kontrowersji. Wynik pierwszego spotkania kilkakrotnie był weryfikowany, co powodowało, że trzy dni przed pierwszym zaplanowanym meczem barażowym zmianie uległ przeciwnik Orła Łódź. Ostatecznie grudziądzki klub wywalczył utrzymanie w I lidze, dwukrotnie pokonując łodzian.

### Faza zasadnicza
| Poz. | Klub                    | Pkt. | Z  | R | P  | Bon | +/−  |
| ---- | ----------------------- | ---- | -- | - | -- | --- | ---- |
| 1    | Unia Tarnów             | 31   | 12 | 0 | 2  | 7   | 286  |
| 2    | Marma–Hadykówka Rzeszów | 21   | 8  | 0 | 6  | 5   | 10   |
| 3    | SK Lokomotīve Dyneburg  | 21   | 9  | 0 | 5  | 3   | 18   |
| 4    | Start Gniezno           | 16   | 6  | 0 | 8  | 4   | –23  |
| 5    | PSŻ Milion Team Poznań  | 15   | 6  | 0 | 8  | 3   | –114 |
| 6    | RKM ROW Rybnik          | 15   | 6  | 0 | 8  | 3   | –72  |
| 7    | GTŻ Grudziądz           | 11   | 5  | 0 | 9  | 1   | –94  |
| 8    | KM Ostrów Wielkopolski  | 8    | 3  | 0 | 11 | 2   | –91  |

| [ 5 ] | DYN   | GNI   | GRU   | OST   | POZ   | RYB   | RZE   | TAR   |
| ----- | ----- | ----- | ----- | ----- | ----- | ----- | ----- | ----- |
| DYN   | x     | 50:43 | 55:37 | 54:37 | 60:30 | 59:34 | 63:28 | 48:42 |
| GNI   | 53:37 | x     | 57:34 | 52:38 | 67:25 | 44:46 | 55:35 | 30:20 |
| GRU   | 46:47 | 53:37 | x     | 45:44 | 54:38 | 48:45 | 55:35 | 42:51 |
| OST   | 62:27 | [ 7 ] | 51:41 | x     | 57:36 | 44:45 | 40:53 | 34:57 |
| POZ   | 53:38 | 48:42 | 58:34 | 53:38 | x     | 49:41 | 41:48 | 33:59 |
| RYB   | 40:50 | 62:31 | 58:34 | 50:42 | 42:48 | x     | 48:44 | 31:59 |
| RZE   | 64:28 | 56:34 | 50:40 | 48:42 | 55:37 | 55:38 | x     | 38:55 |
| TAR   | 61:30 | 57:33 | 62:31 | 55:38 | 60:32 | 68:23 | 57:34 | x     |

### Faza ćwierćfinałowa
|          | Zespół 1.               |    | Zespół 2.              | 1. runda | 2. runda |
| -------- | ----------------------- | -- | ---------------------- | -------- | -------- |
| Msc. 1-6 | Unia Tarnów             | vs | RKM ROW Rybnik         | 54:37    | 58:34    |
| Msc. 1-6 | Marma–Hadykówka Rzeszów | vs | PSŻ Milion Team Poznań | 47:43    | 61:30    |
| Msc. 1-6 | SK Lokomotīve Dyneburg  | vs | Start Gniezno          | 41:52    | 56:37    |

| Poz. | Klub                    | Pkt. | +/− |
| ---- | ----------------------- | ---- | --- |
| 1    | Unia Tarnów             | 4    | +41 |
| 2    | Marma–Hadykówka Rzeszów | 4    | +35 |
| 3    | SK Lokomotīve Dyneburg  | 2    | +8  |
| 4    | Start Gniezno           | 2    | –8  |
| 5    | PSŻ Milion Team Poznań  | 0    | –35 |
| 6    | RKM ROW Rybnik          | 0    | –41 |

### Faza półfinałowa
|          | Zespół 1.               |    | Zespół 2.              | 1. runda | 2. runda |
| -------- | ----------------------- | -- | ---------------------- | -------- | -------- |
| Msc. 1-4 | Unia Tarnów             | vs | Start Gniezno          | 51:41    | 57:35    |
| Msc. 1-4 | Marma–Hadykówka Rzeszów | vs | SK Lokomotīve Dyneburg | 27:63    | 60:31    |
| Msc. 7-8 | GTŻ Grudziądz           | vs | KM Ostrów Wielkopolski | 45:48    | 47:42    |

### Faza finałowa
|                | Zespół 1.               |    | Zespół 2.              | 1. runda | 2. runda |
| -------------- | ----------------------- | -- | ---------------------- | -------- | -------- |
| Msc. 1-2       | Unia Tarnów             | vs | SK Lokomotīve Dyneburg | 53:37    | 61:30    |
| Msc. 3-4       | Marma–Hadykówka Rzeszów | vs | Start Gniezno          | 42:48    | 61:32    |
| Baraż o I ligę | GTŻ Grudziądz           | vs | Orzeł Łódź             | 47:43    | 60:31    |

### Tabela końcowa
| Poz. | Klub                    |
| ---- | ----------------------- |
| 1    | Unia Tarnów             |
| 2    | SK Lokomotīve Dyneburg  |
| 3    | Marma–Hadykówka Rzeszów |
| 4    | Start Gniezno           |
| 5    | PSŻ Milion Team Poznań  |
| 6    | RKM Rybnik              |
| 7    | GTŻ Grudziądz           |
| 8    | KM Ostrów Wielkopolski  |

## Druga Liga
Pierwsze miejsce na koniec sezonu II ligi zdobył klub Speedway Miszkolc, który w finałowym dwumeczu pokonał Orła Łódź. Trzecie miejsce zajął KSM Krosno. Węgierski klub automatycznie awansował do I ligi. Wicemistrz II ligi zmierzył się w barażu o awans z 7. zespołem I ligi, GTŻ Grudziądz, który jednak okazał się zbyt silny dla łódzkiego Orła. Jeszcze przed rozpoczęciem rozgrywek, z rywalizacji wycofał się ukraiński Kaskad Równe.

### Faza zasadnicza
| Poz. | Klub                  | Pkt. | Z | R | P | Bon | +/−  |
| ---- | --------------------- | ---- | - | - | - | --- | ---- |
| 1    | Orzeł Łódź            | 25   | 9 | 1 | 2 | 6   | 166  |
| 2    | Speedway Miszkolc     | 17   | 6 | 1 | 5 | 4   | 68   |
| 3    | KMŻ Redstar Lublin    | 16   | 6 | 0 | 6 | 4   | 20   |
| 4    | KSM Krosno            | 15   | 6 | 0 | 6 | 3   | 24   |
| 5    | Kolejarz Opole        | 14   | 5 | 1 | 6 | 3   | –50  |
| 6    | Speedway Polonia Piła | 10   | 4 | 1 | 7 | 1   | –81  |
| 7    | Kolejarz Rawicz       | 8    | 4 | 0 | 8 | 0   | –147 |
|      | Kaskad Równe          |      |   |   |   |     |      |

|     | KRO   | LOD   | LUB   | MIS   | OPO   | PIL   | RAW   | ROW |
| --- | ----- | ----- | ----- | ----- | ----- | ----- | ----- | --- |
| KRO | x     | 50:40 | 52:40 | 47:43 | 55:36 | 61:31 | 62:28 | –   |
| LOD | 54:36 | x     | 59:34 | 61:31 | 61:32 | 62:28 | 58:35 | –   |
| LUB | 53:37 | 38:52 | x     | 63:29 | 51:42 | 55:36 | 61:31 | –   |
| MIS | 63:30 | 44:46 | 55:37 | x     | 61:31 | 56:37 | 63:26 | –   |
| OPO | 50:39 | 45:44 | 54:36 | 46:46 | x     | 51:40 | 51:39 | –   |
| PIL | 47:43 | 45:45 | 43:47 | 50:40 | 49:42 | x     | 53:37 | –   |
| RAW | 46:43 | 44:46 | 47:42 | 39:50 | 51:42 | 47:46 | x     | –   |
| ROW | –     | –     | –     | –     | –     | –     | –     | x   |

### Faza ćwierćfinałowa
|          | Zespół 1.          |    | Zespół 2.             | 1. runda | 2. runda |
| -------- | ------------------ | -- | --------------------- | -------- | -------- |
| Msc. 1-6 | Orzeł Łódź         | vs | Speedway Polonia Piła | 59:32    | 69:20    |
| Msc. 1-6 | Speedway Miszkolc  | vs | Kolejarz Opole        | 43:47    | 63:27    |
| Msc. 1-6 | KMŻ Redstar Lublin | vs | KSM Krosno            | 44:48    | 57:36    |

| Poz. | Klub                  | Pkt. | +/− |
| ---- | --------------------- | ---- | --- |
| 1    | Orzeł Łódź            | 4    | +76 |
| 2    | Speedway Miszkolc     | 2    | +32 |
| 3    | KMŻ Redstar Lublin    | 2    | +17 |
| 4    | KSM Krosno            | 2    | –17 |
| 5    | Kolejarz Opole        | 2    | –32 |
| 6    | Speedway Polonia Piła | 0    | –76 |

### Faza półfinałowa
|          | Zespół 1.         |    | Zespół 2.          | 1. runda | 2. runda |
| -------- | ----------------- | -- | ------------------ | -------- | -------- |
| Msc. 1-4 | Orzeł Łódź        | vs | KSM Krosno         | 55:37    | 64:26    |
| Msc. 1-4 | Speedway Miszkolc | vs | KMŻ Redstar Lublin | 43:47    | 55:37    |

### Faza finałowa
|          | Zespół 1.          |    | Zespół 2.         | 1. runda | 2. runda |
| -------- | ------------------ | -- | ----------------- | -------- | -------- |
| Msc. 1-2 | Orzeł Łódź         | vs | Speedway Miszkolc | 40:50    | 48:44    |
| Msc. 3-4 | KMŻ Redstar Lublin | vs | KSM Krosno        | 26:37    | 45:45    |

### Tabela końcowa
| Poz. | Klub                  |
| ---- | --------------------- |
| 1    | Speedway Miszkolc     |
| 2    | Orzeł Łódź            |
| 3    | KSM Krosno            |
| 4    | KMŻ Redstar Lublin    |
| 5    | Kolejarz Opole        |
| 6    | Speedway Polonia Piła |
| 7    | Kolejarz Rawicz       |
|      | Kaskad Równe          |